# Ruda
Ruda je naravni mineralni depozit, ki vsebuje kovinsko ali kakšno drugo surovino v taki količini, da se jo splača gospodarsko izkoriščati. Pridobivanje rude imenujemo rudarstvo. Koplje se jo v rudnikih in dnevnih kopih.
Poznamo več vrst rud. Iz nekaterih lahko pridobivamo več kovin, nekatere pa uporabljamo samo za izdelke. (npr. bakrova ruda ni za pridobivanje kovin, temveč za pridobivanje bakra) 
Nekatere rude vsebujejo veliko mineralnih snovi, te rude imenujemo Bogate rude. To so npr. 
Aluminijeva ruda - 70% minerala Boksit Železova ruda - 85% (in več) minerala Hematita